# بربادوس في الألعاب الأولمبية الصيفية 2012
نافست بربادوس في دورة الألعاب الأولمبية الصيفية التي أقيمت في لندن في المملكة المتحدة في الفترة من 27 يوليو - 12 أغسطس 2012. وشاركت بـ 6 رياضيين جميعهم رجال في ثلاث رياضات وهي العدو رجال 100 متر و100 متر حواجز والجودو أقل من 73 كلغ والسباحة 100 متر و200 متر